# Eva Wagner-Pasquier
Eva Wagner-Pasquier (Oberwarmensteinach, Alemania, 14 de abril de 1945) es una empresaria teatral alemana que fue codirectora del Festival de Bayreuth entre 2009 y 2015 junto a su hermana por parte de padre Katharina Wagner.
Hija de Wolfgang Wagner y Ellen Drexel, fue asistente de su padre en el Festival entre 1967 y 1975. Sirvió el mismo puesto en la Wiener Staatsoper y en el Covent Garden de Londres. Fue ejecutiva en la empresa UNITEL de Múnich hasta 1984 y trabajó en programación en el Festival de Aix-en-Provence, Houston Opera, Ópera de la Bastilla, Metropolitan Opera y el Teatro del Chatelet.
Existió una larga disputa en la línea sucesoria: su padre favorecía a su segunda esposa Gudrun Wagner y a su hija Katharina en vez de a Eva Wagner-Pasquier y Nike Wagner, hija de Wieland Wagner. La súbita muerte de Gudrun en 2008 precipitó una codirección del Festival por parte de las dos hermanas.
Cuando cumplió los setenta años de edad presentó su renuncia a la dirección, quedando como asesora.
Está casada con el productor de cine francés Yves Pasquier tienen un hijo, Antoine Amadeus Pasquier, nacido en 1982.